# Digonogastra
Digonogastra is een geslacht van vliesvleugelige insecten (orde Hymenoptera) uit de familie van de schildwespen (Braconidae). 

## Soorten
- D. abancay (Wolcott, 1929)
- D. abjecta (Cameron, 1887)
- D. acuticampa (Enderlein, 1920)
- D. adornata (Cameron, 1909)
- D. affinis (Brulle, 1846)
- D. agrili (Ashmead, 1889)
- D. agrorum (Brethes, 1913)
- D. albofasciata (Szepligeti, 1906)
- D. albonigra (Enderlein, 1920)
- D. albopilosa (Szepligeti, 1901)
- D. amabilis (Brethes, 1913)
- D. amazonica (Szepligeti, 1901)
- D. ameghinoi (Brethes, 1913)
- D. apicalis (Szepligeti, 1906)
- D. apricans (Szepligeti, 1904)
- D. argentifrons (Cameron, 1887)
- D. arribalzagai (Brethes, 1913)
- D. aterrima (Szepligeti, 1901)
- D. atripectus (Ashmead, 1889)
- D. atripennis (Szepligeti, 1904)
- D. augusta (Viereck, 1917)
- D. aureopilosa (Enderlein, 1920)
- D. azteca (Cameron, 1887)
- D. basilaris (Brethes, 1913)
- D. basimacula (Cameron, 1887)
- D. beata (Cameron, 1887)
- D. biareata (Enderlein, 1920)
- D. bicristata (Enderlein, 1920)
- D. bicunea (Enderlein, 1920)
- D. bicuneata (Enderlein, 1920)
- D. bilimeki (Cameron, 1887)
- D. blanda (Brethes, 1913)
- D. boliviensis (Szepligeti, 1904)
- D. boutheryi (Brethes, 1913)
- D. braconia (Brethes, 1913)
- D. brachyura (Cameron, 1887)
- D. brethesii (Cameron, 1909)
- D. brevicapula (Enderlein, 1920)
- D. brevicunea (Enderlein, 1920)
- D. busckii (Rohwer, 1913)
- D. cacica (Brethes, 1913)
- D. calderensis (Cameron, 1887)
- D. callida (Brethes, 1913)
- D. cameroni

Digonogastra cameroni (Brethes) (Brethes, 1913)
Digonogastra cameroni (Enderlein) (Enderlein, 1920)
- D. carapunae (Brues, 1912)
- D. caridei (Brethes, 1913)
- D. caserensis (Brethes, 1913)
- D. castanea (Szepligeti, 1914)
- D. columbiana (Enderlein, 1920)
- D. colluncura (Brethes, 1913)
- D. copelloi (Brethes, 1913)
- D. corralensis (Brethes, 1913)
- D. costata (Szepligeti, 1904)
- D. crenulata (Enderlein, 1920)
- D. cruentata (Cameron, 1887)
- D. curticaudis (Szepligeti, 1901)
- D. cuyana (Brethes, 1913)
- D. chacoensis (Brethes, 1913)
- D. chilensis (Enderlein, 1920)
- D. chontalensis (Cameron, 1887)
- D. chubutina (Brethes, 1913)
- D. debilis (Brethes, 1913)
- D. declarata (Szepligeti, 1901)
- D. deflagrator (Erichson, 1848)
- D. democrator (Brethes, 1913)
- D. digitata (Enderlein, 1920)
- D. dispar (Szepligeti, 1906)
- D. disparata (Szepligeti, 1906)
- D. diversa (Viereck, 1913)
- D. dives (Szepligeti, 1906)
- D. divinator (Cameron, 1887)
- D. domina (Szepligeti, 1906)
- D. dubiosa (Szepligeti, 1904)
- D. duploareata (Enderlein, 1920)
- D. ecuadorensis (Enderlein, 1920)
- D. elegantula (Szepligeti, 1904)
- D. elongata (Szepligeti, 1901)
- D. epica (Cresson, 1872)
- D. eros (Cameron, 1887)
- D. erythrocephala (Brethes, 1913)
- D. erythrosoma (Brethes, 1913)
- D. excurata (Cameron, 1887)
- D. explorator (Brethes, 1913)
- D. falcator (Brethes, 1913)
- D. fenestratoria (Shenefelt, 1978)
- D. fera (Szepligeti, 1901)
- D. feronia (Szepligeti, 1906)
- D. flavicaligata (Enderlein, 1920)
- D. flavicarpa (Szepligeti, 1906)
- D. floririna (Szepligeti, 1906)
- D. fluminensis (Brethes, 1913)
- D. fortis (Brues, 1912)
- D. friburgensis (Brethes, 1913)
- D. fuscipalpis (Cameron, 1887)
- D. glyptomorpha (Szepligeti, 1906)
- D. godmani (Cameron, 1887)
- D. grandiceps (Szepligeti, 1901)
- D. gravida (Cameron, 1887)
- D. grenadensis (Ashmead, 1900)
- D. guaruja (Brethes, 1927)
- D. guatemalensis (Cameron, 1887)
- D. hector (Cameron, 1887)
- D. hilaris (Brethes, 1913)
- D. hirtula (Szepligeti, 1901)
- D. holmbergii (Cameron, 1909)
- D. honesta (Szepligeti, 1906)
- D. honorata (Szepligeti, 1906)
- D. horni (Brethes, 1927)
- D. huebrichi (Brethes, 1913)
- D. humerosa (Cameron, 1887)
- D. humilis (Brethes, 1913)
- D. ignava (Szepligeti, 1904)
- D. inaequalis (Szepligeti, 1906)
- D. jaculans (Brethes, 1913)
- D. javaryensis (Cameron, 1905)
- D. jujuyensis (Brethes, 1913)
- D. kimballi Kirkland, 1989
- D. lacteifasciata (Cameron, 1887)
- D. laetabilis (Brethes, 1913)
- D. laevigata (Szepligeti, 1904)
- D. laevis (Smith, 1879)
- D. lancearia (Brethes, 1913)
- D. lata (Szepligeti, 1904)
- D. latecrenulata (Enderlein, 1920)
- D. latefasciata (Enderlein, 1920)
- D. laticampa (Enderlein, 1920)
- D. laticunea (Enderlein, 1920)
- D. limitata (Brethes, 1913)
- D. longicapula (Enderlein, 1920)
- D. longula (Szepligeti, 1904)
- D. lustrator (Szepligeti, 1906)
- D. lynchii (Cameron, 1909)
- D. macella (Szepligeti, 1904)
- D. mathewi (Cameron, 1905)
- D. mediofusca (Enderlein, 1920)
- D. melanoderes (Szepligeti, 1906)
- D. melanopyga (Brethes, 1913)
- D. mendozana (Brethes, 1913)
- D. mercedesiensis (Szepligeti, 1904)
- D. meridensis (Szepligeti, 1901)
- D. molesta (Cameron, 1887)
- D. mystica (Szepligeti, 1906)
- D. nebulosa (Szepligeti, 1906)
- D. nemorivaga (Szepligeti, 1906)
- D. nephele (Brethes, 1913)
- D. nigripalpis (Szepligeti, 1901)
- D. nigripectus (Enderlein, 1920)
- D. nigriscapus (Szepligeti, 1901)
- D. obscurilineata (Cameron, 1911)
- D. obtusicampus (Enderlein, 1920)
- D. occidentalis (Cameron, 1905)
- D. ochripes (Enderlein, 1920)
- D. oeceticola (Brethes, 1920)
- D. pacifica (Brethes, 1913)
- D. pacta (Brethes, 1913)
- D. pagana (Cameron, 1887)
- D. pamparum (Brethes, 1913)
- D. paraguayensis (Szepligeti, 1904)
- D. paranensis (Brethes, 1913)
- D. parasitica (Brethes, 1913)
- D. pebasiana (Szepligeti, 1901)
- D. pedator (Brethes, 1913)
- D. penniseta (Enderlein, 1920)
- D. peregrina (Szepligeti, 1904)
- D. perforator (Brethes, 1913)
- D. peronata (Cameron, 1887)
- D. persecutor (Cameron, 1887)
- D. persimilis (Szepligeti, 1904)
- D. persimilotriplus (Shenefelt, 1978)
- D. pertinax (Brethes, 1913)
- D. piliventris (Cameron, 1887)
- D. pilosella (Cameron, 1887)
- D. pilosula (Szepligeti, 1901)
- D. platensis (Brethes, 1913)
- D. plebeja (Szepligeti, 1906)
- D. pocitensis (Brethes, 1913)
- D. posthumus (Szepligeti, 1906)
- D. postpropinqua (Shenefelt, 1978)
- D. postulator (Brethes, 1913)
- D. praecellens (Szepligeti, 1906)
- D. proxima (Brethes, 1913)
- D. pseudovipio (Szepligeti, 1906)
- D. puber (Brethes, 1913)
- D. puberula (Szepligeti, 1901)
- D. puberuloides (Myers, 1931)
- D. pubescens (Szepligeti, 1901)
- D. pudens (Szepligeti, 1906)
- D. pugillator (Cameron, 1887)
- D. pulchripes (Cameron, 1887)
- D. pumicata (Szepligeti, 1906)
- D. punctulata (Szepligeti, 1901)
- D. querandi (Brethes, 1913)
- D. quichua (Brethes, 1913)
- D. rectivena (Enderlein, 1920)
- D. reduvioides (Brues, 1912)
- D. repentina (Cameron, 1887)
- D. rex (Brethes, 1913)
- D. rimac (Wolcott, 1929)
- D. rixosa (Cameron, 1887)
- D. rubriceps (Brethes, 1913)
- D. rufiscapus (Szepligeti, 1901)
- D. rufoplagiata (Cameron, 1887)
- D. rugulosa (Szepligeti, 1904)
- D. saccharalis (Turner, 1918)
- D. saltensis (Brethes, 1913)
- D. salvini (Cameron, 1887)
- D. scita (Szepligeti, 1906)
- D. scitula (Szepligeti, 1906)
- D. schrottkyi (Szepligeti, 1906)
- D. schrottkyii (Cameron, 1905)
- D. secutor (Brethes, 1913)
- D. semialba (Szepligeti, 1901)
- D. semiflava (Szepligeti, 1901)
- D. sicuaniensis (Szepligeti, 1904)
- D. sigillata (Enderlein, 1920)
- D. similaris (Szepligeti, 1901)
- D. similata (Szepligeti, 1901)
- D. simillima (Szepligeti, 1904)
- D. solitaria Wharton & Quicke, 1989
- D. sonorensis (Cameron, 1887)
- D. speculata (Enderlein, 1920)
- D. spegazzinii (Brethes, 1913)
- D. starksi (Brues, 1912)
- D. striata (Brulle, 1846)
- D. striatula (Brethes, 1909)
- D. suavolus (Shenefelt, 1978)
- D. subpartita (Szepligeti, 1906)
- D. surinamensis (Szepligeti, 1906)
- D. tacitutus (Shenefelt, 1978)
- D. terebrator (Brethes, 1913)
- D. teres (Cameron, 1887)
- D. testaceator (Brethes, 1913)
- D. testaceipalpis (Brethes, 1913)
- D. tobarum (Brethes, 1913)
- D. tornowii (Brethes, 1905)
- D. trailii (Cameron, 1905)
- D. transversalis (Szepligeti, 1904)
- D. triangulator (Cameron, 1887)
- D. trinidadensis (Szepligeti, 1906)
- D. tripartita (Szepligeti, 1906)
- D. tristis (Szepligeti, 1901)
- D. trochanterata (Cameron, 1887)
- D. tuberculata

Digonogastra tuberculata (Enderlein) (Enderlein, 1920)
Digonogastra tuberculata (Szepligeti) (Szepligeti, 1906)
- D. tucumana (Brethes, 1913)
- D. tuyupareensis (Brethes, 1913)
- D. ultor (Brethes, 1913)
- D. vagabunda (Cameron, 1887)
- D. variicolor (Szepligeti, 1901)
- D. variipennis (Szepligeti, 1901)
- D. ventralis (Cresson, 1865)
- D. versicolor (Brethes, 1909)
- D. victor (Brethes, 1913)
- D. watertoni (Cameron, 1905)
- D. weyenbergii (Cameron, 1909)
- D. wolcottii (Rohwer, 1913)
- D. xanthostigma (Szepligeti, 1901)
- D. zaglyptogastra Quicke, 1992
- D. zapotensis (Cameron, 1887)